# Вулканічний кратер

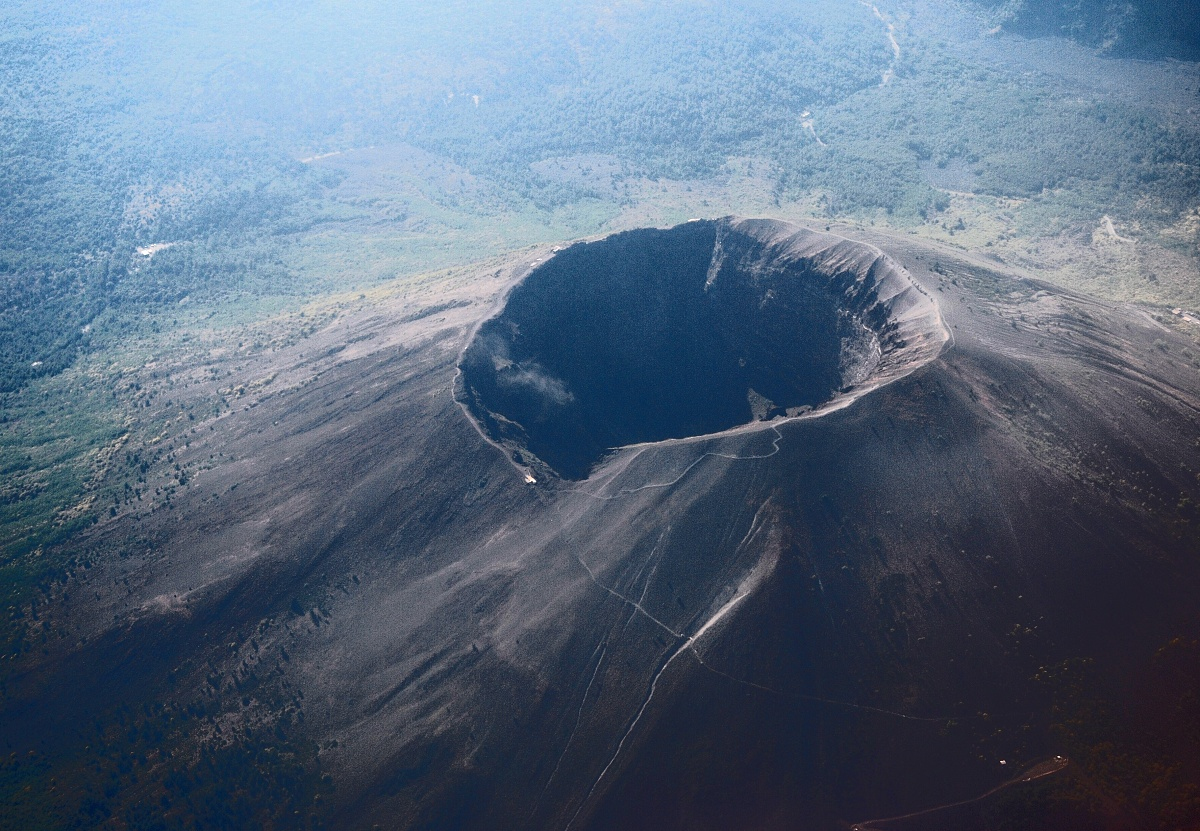
Кратер вулкану Везувій

Вулканічний кратер — чашоподібне або конусоподібне заглиблення на вершині або схилі вулкана, яке утворилося на місці виходу розплавленої магми і газів із поверхні земної кори у результаті вулканічного виверження. Тобто слово вулканічний — вказує на природу виникнення кратера. Розміри кратера варіюються від десятків метрів до декількох кілометрів у діаметрі. На дні кратера розташовано одне або декілька жерл діючого або згаслого вулкана.

## Геоморфологія
У більшості вулканів кратер розташований на вершині гори. Деякі кратери трапляються на схилах вулкану. Іноді кратери заповнюються повністю або частково дощовою або талою водою, утворюючи озера.
Здебільшого кратери мають конічну форму. 
Однак доволі часто ця форма порушена — один край набагато нижчий ніж інший, що може бути викликане специфікою виверження або пізнішою ерозією.
Існують також дуже специфічні кратери, що мають назву маари — плоскодонні кратери вибуху з жерлом без конуса, але оточені невисоким валом з пухких продуктів виверження.